# Ronald Ede
Dennis Ronald Ede (ur. 7 lipca 1925 w Shoreham-by-Sea) – brytyjski lekkoatleta, płotkarz i sprinter, wicemistrz Europy z 1946.
Zdobył srebrny medal w sztafecie 4 × 400 metrów na mistrzostwach Europy w 1946 w Oslo (skład brytyjskiej sztafety: Ede, Derek Pugh, Bernard Elliott i Bill Roberts). Ede wystąpił również w biegu na 400 metrów przez płotki, w którym zajął 6. miejsce w finale.
W 1946 Ede był mistrzem Wielkiej Brytanii (AAA) w biegu na 440 jardów przez płotki, w 1949 wicemistrzem na tym dystansie, a w 1947 brązowym medalistą.
Rekord życiowy Ede’ego w biegu na 400 metrów przez płotki wynosił 54,9 s (7 września 1947 w Paryżu), a w biegu na 440 jardów przez płotki 55,8 s (5 sierpnia 1946 w Londynie).